# Power Mac G5
Power Mac G5 – linia komputerów osobistych produkowanych przez firmę Apple zaprezentowana po raz pierwszy w czerwcu 2003 roku. Zastosowano w nich procesory serii PowerPC G5. Jest to ostatnia seria komputerów firmy Apple wyposażona w procesory PowerPC. Na początku 2006 roku seria Power Macintosh została zastąpiona komputerami Mac Pro wyposażonymi w procesory Intel Xeon.